# Conjunt de cases al carrer Major (Capellades)
El Conjunt de cases al carrer Major és una obra de Capellades (Anoia) protegida com a Bé Cultural d'Interès Local.

## Descripció
El carrer Major és l'eix principal del nucli urbà que des de la plaça de l'Església (Plaça Verdaguer), travessa el casc antic de nord a sud, amb traçat trencat. Està limitat per cases entre mitgeres d'arquitectura popular, amb habitatges en les plantes pis i comerç als baixos, mantenint el caràcter de nucli antic. La majoria d'obertures de la planta baixa han estat modificades per adaptar-se a nous usos. Sobre l'arc de la planta baixa de la casa núm. 27, hi ha una pedra gravada amb la data “1858”.

## Història
El carrer Major es venia configurant i urbanitzant des del segle xvii. El nucli medieval se situava fins a la zona propera al carrer del Call (la zona anomenada Capdevila). Fora d'aquest àmbit, es van anar construint diferents edificacions al llarg del segles XVI, XVII i, molt especialment XVIII, amb el que pràcticament va quedar completada la urbanització de tot el carrer fins a la zona de l'actual plaça Àngel Guimerà. A més, a banda i banda del carrer van anar apareixent nous vials que varen convertir aquest carrer en un eix de la xarxa urbana de Capellades. A mitjans del segle xix, l'estructura de l'actual carrer Major estava completada, com es demostra al plànol realitzat el 1851 per l'agrimensor Rómulo Zaragoza amb finalitats relacionades amb la contribució territorial. Amb els progressius canvis socials econòmics que es van donar al segle xix, el carrer Major va anar adquirint una configuració molt similar a l'actual: centre comercial de la vila.